# Winkel (Alto Rin)
Winkel es una localidad y comuna francesa, situada en el departamento de Alto Rin, en la región de Alsacia. Se encuentra cerca del nacimiento  del río Ill, un afluente del Rin que da nombre a la región de Alsacia.

## Demografía
| 337 | 361 | 331 | 323 | 331 | 334 |
| Para los censos de 1962 a 1999 la población legal corresponde a la población sin duplicidades (Fuente: INSEE [Consultar]) |     |     |     |     |     |